# خر عیسی
خر عیسی به باور مسیحیان به خری گفته می‌شود که عیسی در بازگشت پیروزمندانه به اورشلیم که در یکشنبه پیش‌از عید پاک واقع گردید، به‌جای اسب که نماد پادشاهان بود، سوار بر آن که نمادی از صلح بود وارد شهر شد. و در هر چهار انجیل اصلی ذکری از آن رفته است.

## باور مسلمانان
به گفته مینورسکی در باور مسلمانان، خر عیسی، سم و گاه سرگین آن به اشتباه مورد احترام و پرستش گروه‌هایی از مسیحیان دانسته شده است. جمشید مظاهری ریشه «خرپرستی نصاری» را دارای بن مایه‌های واقعی در میان قدمای مسیحی می‌داند. خاقانی در ابیاتی به در زر گرفتن سم خر عیسی اشاره کرده است. مظاهری مآخذ سخن خاقانی را داستانی می‌داند که یک فرنگی مسیحی در مجلس یزید بن معاویه به هنگام مشاهده سر حسین بن علی تعریف کرده است که در نسخی از تاریخ طبری روایت شده است.
از دیدگاه عطار نیشابوری و نمادشناسی او، خر نماد نفس و تن است و عیسی مظهر جان. عطار در منطق الطیر می‌گوید:
| نفس را همچون خر عیسی بسوز |  | پس چو عیسی جان به جانان برفروز |

در نخستین حکایت از باب هفتم گلستان سعدی بیتی آمده است که امروزه ضرب‌المثلی است. به گفته تقی‌زاده، گوته نیز به تاسی از سعدی مضمون مشابهی را برای خر عیسی بکار برده است.
| خر عیسی گرش به مکه برند |  | چون بیاید هنوز خر باشد |